# Chemaudin
Chemaudin korábbi község (település) Franciaországban, Doubs megyében. 2017. január 1-jén Vaux-les-Prés községgel egyesült és Chemaudin et Vaux új község része lett.
Lakosainak száma 1501 fő (2013). Chemaudin Vaux-les-Prés, Villers-Buzon és Grandfontaine községekkel határos.

## Népesség
A település népességének változása:

| 2013 | 1 501 |